# Districtul Khao Suan Kwang
Khao Suan Kwang (în thailandeză เขาสวนกวาง) este un district (Amphoe) din provincia Khon Kaen, Thailanda, cu o populație de 37.169 de locuitori și o suprafață de 329,9 km².

## Componență
Districtul este subdivizat în 5 subdistricte (tambon), care sunt subdivizate în 56 de sate (muban).
| Nr. | Nume            | În thailandeză | Sate | Locuitori |  |
| --- | --------------- | -------------- | ---- | --------- |  |
| 1.  | Khao Suan Kwang | เขาสวนกวาง     | 11   | 8,849     |  |
| 2.  | Dong Mueang Aem | ดงเมืองแอม      | 15   | 8,838     |  |
| 3.  | Na Ngio         | นางิ้ว           | 7    | 5,297     |  |
| 4.  | Non Sombun      | โนนสมบูรณ์       | 10   | 5,772     |  |
| 5.  | Kham Muang      | คำม่วง          | 13   | 8,413     |  |